# Avrămeni (okręg Botoszany)
Avrămeni – wieś w Rumunii, w okręgu Botoszany, w gminie Avrămeni. W 2011 roku liczyła 1406 mieszkańców.